# Třída Reine
Třída Reine je třída pobřežních hlídkových lodí postavených pro norskou pobřežní stráž. Jedná se o upravenou verzi třídy Nornen. Celkem byly postaveny dvě jednotky této třídy. V roce 2013 byly převedeny k norskému královskému námořnictvu.

## Stavba
Obě dvě jednotky této třídy byly postaveny polskou loděnicí Gryfia. Do služby byly přijaty v letech 2010-2011.
Jednotky třídy Reine:
| Jméno                           | Spuštěna | Vstup do služby | Status                                      |
| ------------------------------- | -------- | --------------- | ------------------------------------------- |
| Magnus Lagabøte (A537, ex W335) |          | 2010–2011       | Převedena k válečnému námořnictvu, aktivní. |
| Olav Tryggvason (A536, ex P380) |          | 2010–2011       | Převedena k válečnému námořnictvu, aktivní. |

## Konstrukce

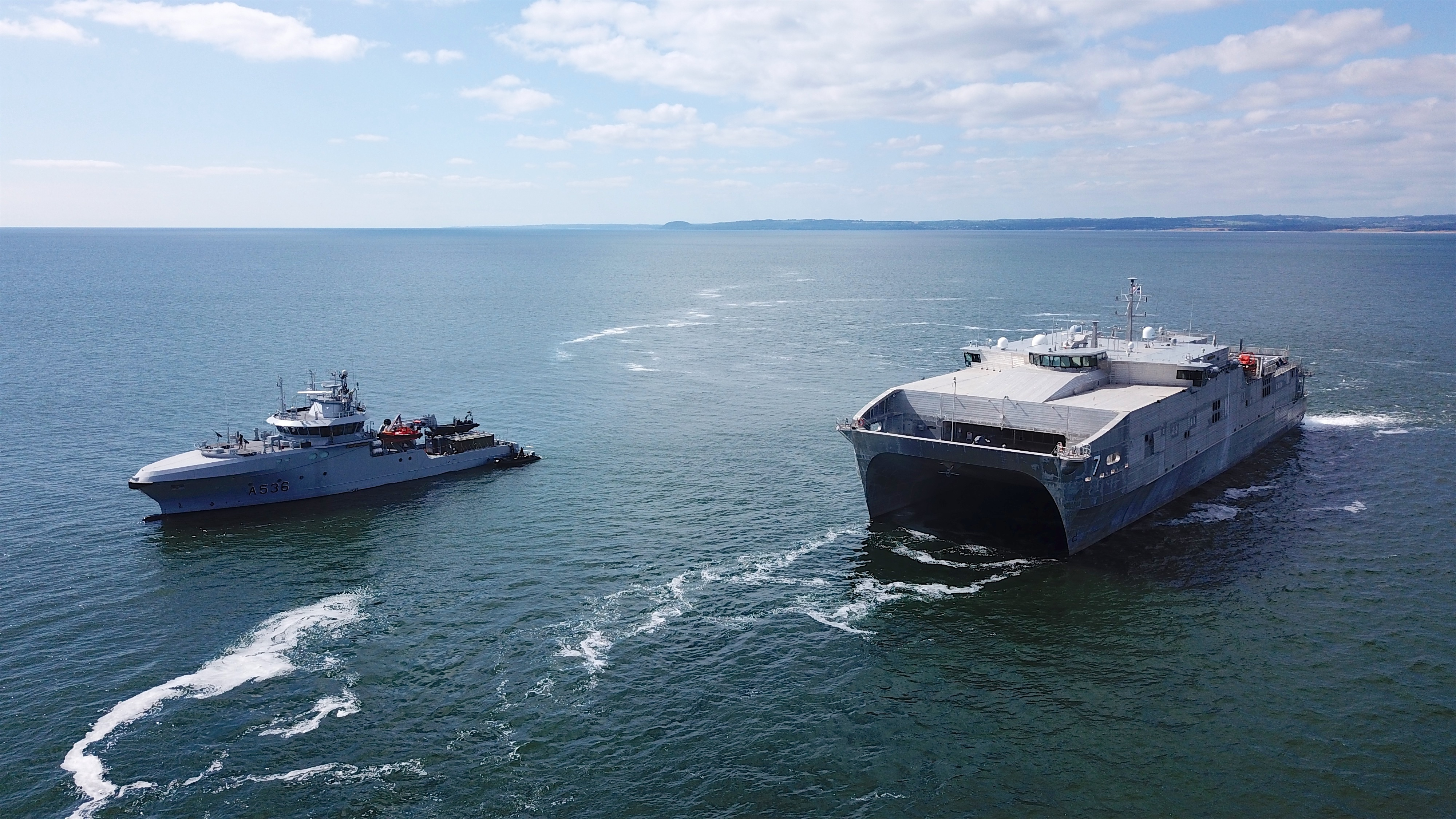
Olav Tryggvason (P380) a americká rychlá transportní loď USNS Carson City

Výzbroj tvoří dva 12,7mm kulomety.